# Transect (urbain)
 (octobre 2023).
La mise en forme du texte ne suit pas les recommandations de Wikipédia : il faut le « wikifier ».
Les points d'amélioration suivants sont les cas les plus fréquents. Le détail des points à revoir est peut-être précisé sur la page de discussion.
- Les titres sont pré-formatés par le logiciel. Ils ne sont ni en capitales, ni en gras.
- Le texte ne doit pas être écrit en capitales (les noms de famille non plus), ni en gras, ni en italique, ni en « petit »…
- Le gras n'est utilisé que pour surligner le titre de l'article dans l'introduction, une seule fois.
- L'italique est rarement utilisé : mots en langue étrangère, titres d'œuvres, noms de bateaux, etc.
- Les citations ne sont pas en italique mais en corps de texte normal. Elles sont entourées par des guillemets français : « et ».
- Les listes à puces sont à éviter, des paragraphes rédigés étant largement préférés. Les tableaux sont à réserver à la présentation de données structurées (résultats, etc.).
- Les appels de note de bas de page (petits chiffres en exposant, introduits par l'outil «  Source ») sont à placer entre la fin de phrase et le point final[comme ça].
- Les liens internes (vers d'autres articles de Wikipédia) sont à choisir avec parcimonie. Créez des liens vers des articles approfondissant le sujet. Les termes génériques sans rapport avec le sujet sont à éviter, ainsi que les répétitions de liens vers un même terme.
- Les liens externes sont à placer uniquement dans une section « Liens externes », à la fin de l'article. Ces liens sont à choisir avec parcimonie suivant les règles définies. Si un lien sert de source à l'article, son insertion dans le texte est à faire par les notes de bas de page.
- La présentation des références doit suivre les conventions bibliographiques. Il est recommandé d'utiliser les modèles {{Ouvrage}}, {{Chapitre}}, {{Article}}, {{Lien web}} et/ou {{Bibliographie}}. Le mode d'édition visuel peut mettre en forme automatiquement les références.
- Insérer une infobox (cadre d'informations à droite) n'est pas obligatoire pour parachever la mise en page.

Pour une aide détaillée, merci de consulter Aide:Wikification.
Si vous pensez que ces points ont été résolus, vous pouvez retirer ce bandeau et améliorer la mise en forme d'un autre article.
 (octobre 2023).
Le contenu est difficilement compréhensible vu les erreurs de traduction, qui sont peut-être dues à l'utilisation d'un logiciel de traduction automatique.
Pour l’article homonyme, voir Transect.
 (octobre 2023).
Le transect « de l'urbain au rural » est un modèle d'urbanisme créé [Quand ?] par le nouvel urbaniste Andrés Duany. Le transect définit une série de zones qui font office de transition des fermes rurales clairsemées au noyau urbain dense. Chaque zone est fractale dans le sens où elle contient une transition similaire du bord au centre du quartier. Le transect est un élément important des mouvements du nouvel urbanisme et de la croissance intelligente . La société DPZ de Duany a incorporé la philosophie du transect dans son code de planification générique SmartCode pour les ordonnances municipales,,.
La planification des transects est particulièrement perçue comme un contraste avec le zonage euclidien moderne et le développement suburbain. Dans ces modèles, de vastes zones sont dédiées à un seul objectif, comme le logement, les bureaux, les commerces, et ne sont accessibles que par les routes principales. Le transect, en revanche, diminue la nécessité de parcourir de longues distances par tous les moyens.

## Histoire

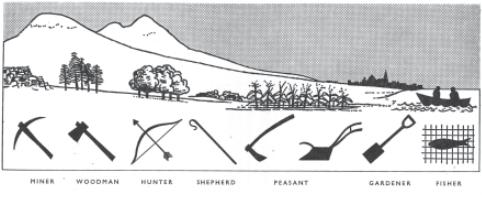
Patrick Geddes, Section de vallée, 1909

Le concept de transect a été emprunté à l’écologie. Les transects écologiques sont utilisés pour décrire les changements dans l'habitat sur un certain gradient, comme un changement de topographie ou la distance par rapport à un plan d'eau. Patrick Geddes, dans sa "Section de vallée"  du début du XXe siècle, a été parmi les premiers à proclamer que l'établissement humain devait être analysé dans le contexte de sa région naturelle. Les transects ont ensuite été utilisés par Ian McHarg dans Design with Nature. ,

## Composition du transect
Une caractéristique majeure de la planification des transects est qu'elle intègre une variété d'espaces résidentiels et commerciaux dans un seul quartier. Un quartier typique serait constitué d’une zone commerciale légère avec une banque, un magasin général, un pub, un café et des appartements. En s'éloignant du centre, la densité résidentielle diminuerait progressivement, passant des appartements aux maisons de ville en passant par les maisons entièrement individuelles. La zone centrale serait un centre de transport en commun et serait idéalement située à distance de marche de n'importe quel point du quartier.
Le transect comprend six zones, allant du rural au urbain. Il commence par deux zones à caractère entièrement rural : la zone rurale préservée ("Rural preserve" - zones protégées à perpétuité) et les zones de réserves ("Rural reserve" - zones de haute qualité environnementale ou paysagère qui ne sont pas actuellement préservées, mais qui devraient peut-être l'être). La zone de transition entre la campagne et la ville s'appelle "la bordure" ("the Edge") et englobe la partie la plus rurale du quartier et la campagne juste au-delà. La bordure est principalement constituée de maisons unifamiliales. Bien qu'elle soit la zone la plus purement résidentielle, elle peut avoir des usages mixtes, tels que des bâtiments municipaux (les écoles sont particulièrement appropriées pour cette zone). Vient ensuite la zone générale ("the General"), la plus grande zone dans la plupart des quartiers. Elle est principalement résidentielle, mais de caractère plus urbain (densité légèrement plus élevée avec une combinaison de types de logements et une combinaison légèrement plus grande d'utilisations autorisées). À l'extrémité urbaine du spectre se trouvent deux zones à usage essentiellement mixte : le centre ("the Center" - il peut s'agir d'un petit centre de quartier ou d'un centre-ville plus grand, ce dernier desservant plus d'un quartier) ; et le noyau ("the Core" - desservant la région – généralement un quartier central des affaires). Le noyau est la zone la plus urbaine.
Le caractère – rural à hautement urbain – de chacune des zones du transect-continuum est constitué non seulement des utilisations du sol et des activités qui ont lieu dans cette zone, mais aussi du degré de développement et de la typologie de ce développement. Contrairement au zonage conventionnel du XXe siècle, qui concernait pour l’essentiel l’utilisation des terres et les activités et ignorait largement les questions de typologie et de forme communautaire (également connue sous le nom de forme urbaine), les codes de zonage basés sur des transects abordent la question de la typologie de développement comme une préoccupation majeure.

## Potentiels de mise en œuvre
Le potentiel du transect comme outil d’urbanisme réside dans :
1) L'éducation : c’est facile à comprendre
2) Le codage : il peut être directement traduit dans le cadre juridique familier des districts de zonage euclidien
3) Des environnements immersifs : c'est un environnement dans lequel tous les éléments de l'environnement humain travaillent ensemble pour créer quelque chose de plus grand que la somme des parties.
Le transect contient d'autres caractéristiques : il crée un cadre pour contrôler et promouvoir la croissance dans certaines zones ; il vise à accroître la vie des piétons, la sécurité locale et l'identité communautaire ; et il fournit des outils pour protéger et restaurer les environnements naturels. Un transect est une répartition des maisons du centre-ville jusqu'aux maisons de campagne.

## Défis de mise en œuvre
De nombreuses caractéristiques de la planification des transects ne peuvent être reproduites sans une modification des ordonnances municipales. Par exemple, le transect encourage les devantures de magasins à avancer vers le trottoir, pour permettre le lèche-vitrines, et à pousser les parkings vers l'arrière. Dans plusieurs municipalités, cette conception ne serait pas permise aujourd'hui en vertu des règlements d'urbanisme. Ainsi, tout effort de mise en œuvre des principes du transect doit s'accompagner de changements de code (voir le développement du SmartCode ).

## Régions ayant mis en œuvre le transect
- Comté d'Albemarle, Virginie

## Sources
1. ↑  (en) « Center for Applied Transect Studies », transect.org (consulté le 27 janvier 2018).
2. ↑  (en) Robert Steuteville, « Great idea: The rural-to-urban Transect », CNU,‎ 13 avril 2017 (lire en ligne, consulté le 27 janvier 2018)
3. ↑  (en) Duany et Talen, « Transect Planning », Journal of the American Planning Association, vol. 68, no 3,‎ 26 novembre 2007, p. 245–266 (DOI 10.1080/01944360208976271, S2CID 220461929)
4. ↑  (en) Duany et Talen, « Transect planning », Journal of the American Planning Association, vol. 68, no 3,‎ 2002, p. 245–266 (ISSN 0194-4363, DOI 10.1080/01944360208976271, S2CID 220461929, lire en ligne)
5. ↑  (en-US) Thompson, « Geddes, Zoos and the Valley Section », Landscape Review, vol. 10, no 1 2,‎ 1er décembre 2004, p. 115–119 (ISSN 2253-1440, lire en ligne)
6. ↑  (en-US) « Design with Nature, 25th Anniversary Edition », Wiley.com, 20 février 1995 (consulté le 27 janvier 2018)
7. ↑  Grant, « Grand Reductions: 10 Diagrams That Changed City Planning », The Urbanist, no 518,‎ 9 novembre 2012 (lire en ligne, consulté le 7 juin 2017)
8. ↑  « Transect applied to regional plans – New Urban Network », 6 avril 2023